# Елагин, Павел Николаевич
Павел Николаевич Елагин (1859—1929) — русский агроном, сельский хозяин-птицевод; профессор.

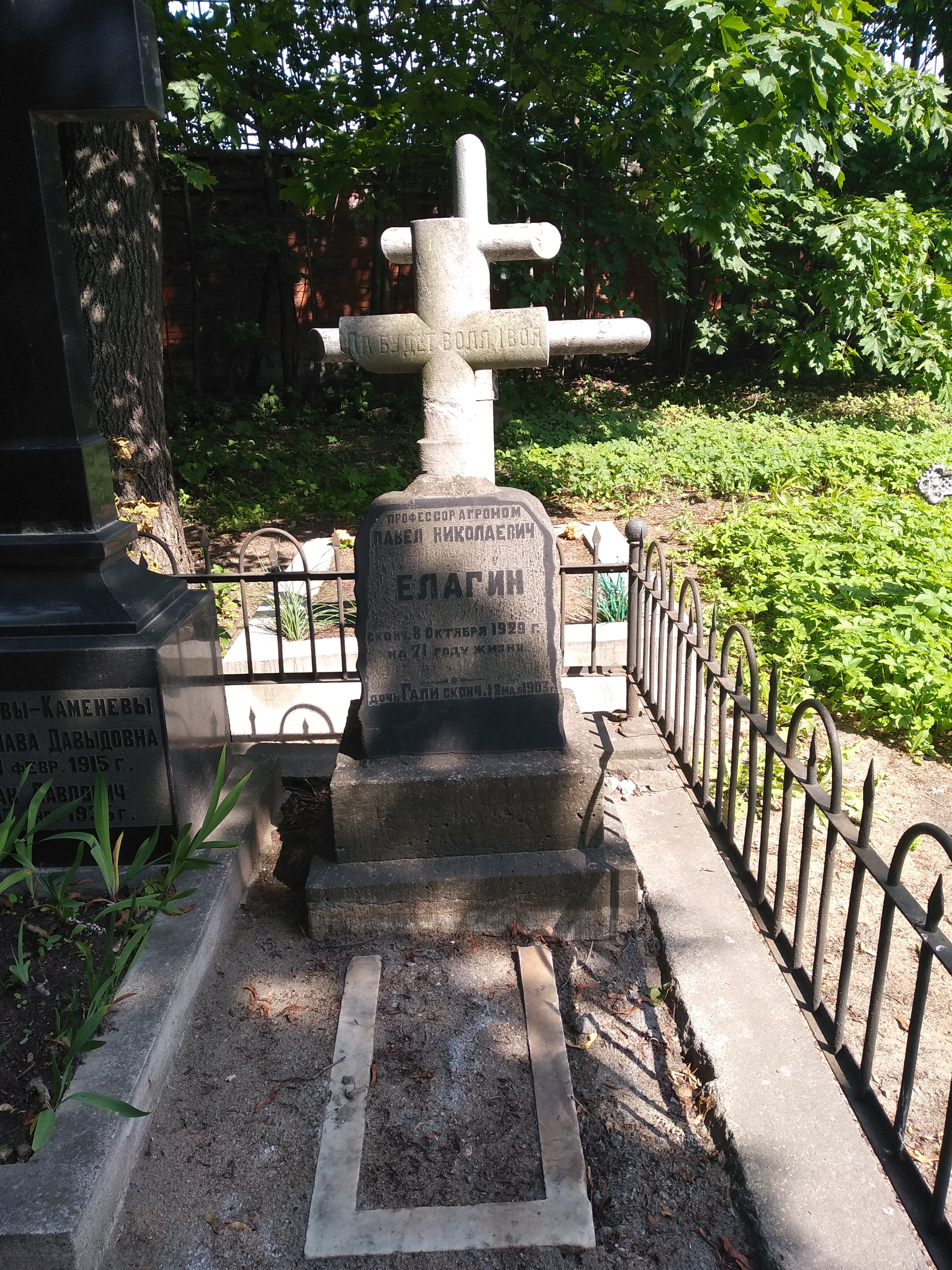
Могила Елагина на Никольском кладбище Александро-Невской лавры в Санкт-Петербурге.

Родился 9 августа 1859 года в Опочке Псковской губернии. Окончил Новоалександрийский институт сельского хозяйства и лесоводства. Был сотрудником Сельскохозяйственного музея в Санкт-Петербурге (в 1907—1908 годах временно исполнял обязанности директора). Затем был чиновником особых поручений при главном управлении землеустройства и земледелия.
В 1890—1892 годах редактировал журнал «Вестник Птицеводства», где поместил много статей по птицеводству; его статьи выходили также в «Земледельческой газете», «Вестнике Русского Сельского Хозяйства» и др.
Автор сочинений: «Об условиях разведения домашней птицы в России» (1890); «Куры и уход за ними» (1891) и «Альбом представителей пород домашних птиц» (куры, 1892). Неоднократно переиздавались «Кролиководство»(5-е изд., перераб., доп. — Л.: Мысль, 1925. — 48 с.) и «Практическое птицеводство» (1-е изд., 1891;  5-е изд., перераб., доп. — Л.: Мысль, 1925. — 334 с.).
Скончался 8 октября 1929 года. Похоронен на Никольском кладбище Александро-Невской лавры.